# 遺贈
遺贈是遺囑人以遺囑的方式無償所為之贈與他人財產或利益之行為，與一般贈與不同的是，贈與是契約，須有雙方合意才會成立，但遺贈為單獨行為及要式行為(亦即在此，遺囑人必須以合乎法定要件之遺囑為之)，因遺囑人單方的意思表示即可於遺囑人死亡時即生效，因而法律允許受遺贈人可以決定為承認或拋棄。如果遺贈的數額侵害到繼承人的特留分，則繼承人還可以行使扣減權來限制遺贈的數額。